# Ósemka (bilard)

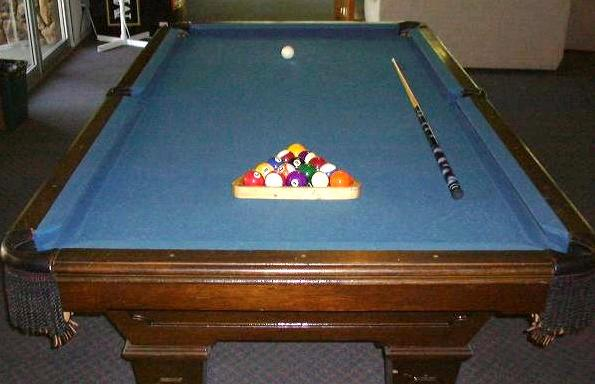
Wyposażenie niezbędne do gry.

Ósemka (ang. eight ball) – rodzaj gry w bilard dla dwóch osób, w której każdy z graczy wbija bile należące do jego grupy (tzw. pełne lub połówki) do łuz. Po wbiciu wszystkich swoich bil gracz może wygrać partię, wbijając prawidłowo czarną bilę nr 8 do zadeklarowanej łuzy. Przedwczesne wbicie bili nr 8, wbicie jej do niezadeklarowanej łuzy lub faul podczas jej wbicia, skutkują natychmiastowym przegraniem partii.
Gra powstała w pierwszej dekadzie XX wieku. Obecnie jest najpopularniejszą odmianą bilardu.

## Bile

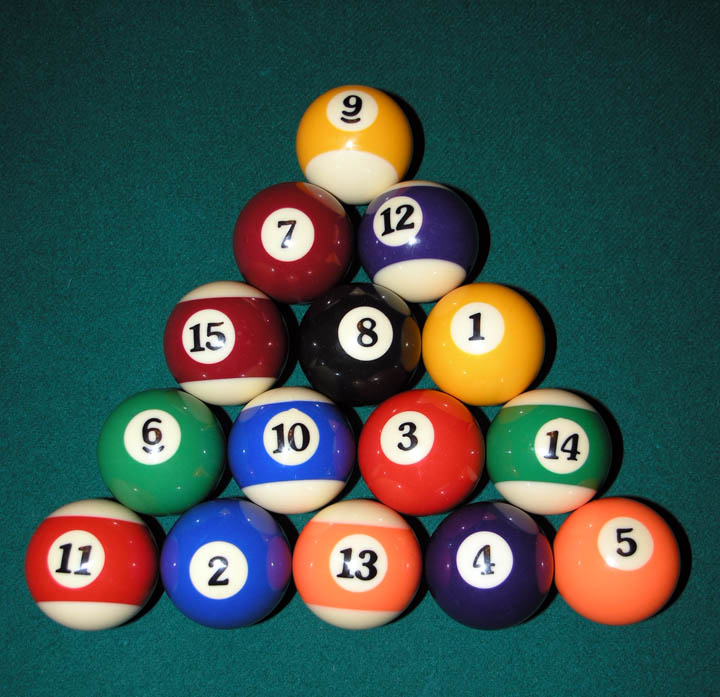
Jedno z dopuszczalnych ustawień bil do gry w ósemkę w trójkącie

W momencie rozpoczęcia gry na stole znajduje się bila biała (rozgrywająca) i 15 kolorowych bil rozgrywanych, ponumerowanych od 1 do 15. Bile o numerach od 1 do 7 to bile pełne (jednolitego koloru), natomiast bile od 9 do 15 to połówki (białe z kolorowym paskiem). Bila o numerze 8 jest jednolicie czarna i nie należy do żadnej z grup.
Kolory bil to zazwyczaj:
- 1 i 9 – żółte,
- 2 i 10 – niebieskie,
- 3 i 11 – czerwone,
- 4 i 12 – fioletowe,
- 5 i 13 – pomarańczowe,
- 6 i 14 – zielone,
- 7 i 15 – brązowe,
- 8 – czarna,
- rozgrywająca – biała.

W przypadku gry transmitowanej w telewizji, kolory niektórych bil mogą zostać zmienione w celu zapewnienia lepszej widoczności (np. bile 4 i 12 jasnofioletowe lub różowe, bile 6 i 14 jasnozielone, bile 7 i 15 jasnobrązowe lub jasnoniebieskie).

## Reguły gry

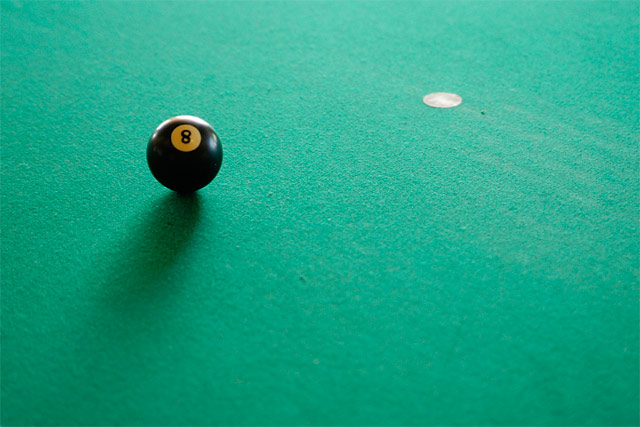
Czarna bila nr 8, od której wzięła swą nazwę gra.

### Ustawienie bil
Bile do rozbicia powinny być ustawione tak ściśle, jak to możliwe, w formie trójkąta, którego podstawa jest równoległa do krótkiego boku stołu. W punkcie głównym stołu musi się znaleźć bila stanowiąca wierzchołek trójkąta położony najbliżej rozbijającego, natomiast bila nr 8 musi znajdować się w jego środku. W dolnych wierzchołkach trójkąta powinny być umieszczone bile z różnych grup. Pozostałe bile muszą być ustawione losowo, z wyłączeniem jakiegokolwiek świadomego ich umieszczania w wybranym miejscu trójkąta.

### Rozbicie
Mecz rozpoczyna się walką o pierwsze rozbicie (lag). Obaj zawodnicy umieszczają bilę w swojej połowie pola bazy, po czym uderzają je jednocześnie wzdłuż dłuższej bandy, tak by odbiły się od górnej bandy stołu i zatrzymały się przy dolnej bandzie, przy której stoją. Prawo do rozbicia wygrywa ten, którego bila zatrzyma się bliżej dolnej bandy. Niedopuszczalny jest kontakt bili z długimi bandami, wbicie bili, a także przekroczenie przez bilę osi stołu i jej wkroczenie na połowę należącą do przeciwnika. Następne rozbicie przysługuje zwycięzcy poprzedniej partii lub gracze rozbijają naprzemiennie.
Aby uderzenie rozbijające mogło być uznane za prawidłowe, muszą być spełnione następujące wymogi:
- bila biała musi być zagrywana z pola bazy,
- przynajmniej jedna bila musi zostać wbita lub przynajmniej cztery kolorowe bile muszą dotknąć bandy.

Jeśli drugi z warunków nie zostanie spełniony, drugiemu zawodnikowi przysługuje prawo do:
- zaakceptowania pozycji bil na stole i zagrywania,
- ponownego rozbicia,
- nakazania przeciwnikowi ponownego rozbicia.

Wbicie bili nr 8 w trakcie poprawnie wykonanego uderzenia rozbijającego nie jest faulem. Jeśli się to zdarzy, zawodnik rozbijający ma do wyboru:
- przywrócić bilę nr 8 na stół w punkcie głównym i kontynuować grę,
- rozbijać ponownie.

Jeśli zawodnik rozbijający wbije bilę nr 8 oraz bilę białą, jest to błąd rozbicia. Przeciwnik ma do wyboru:
- przywrócić bilę nr 8 na stół w punkcie głównym oraz kontynuować grę z pola bazy z białą bilą „w ręce”,
- rozbijać ponownie,

Jeśli podczas rozbicia wbita zostanie dowolna bila kolorowa, zawodnik kontynuuje grę. W przeciwnym wypadku prawo do następnego zagrania otrzymuje przeciwnik.
Stół po rozbiciu jest otwarty, tj. grupy bil nie są jeszcze przydzielone do graczy, niezależnie od tego czy i jaka bila została wbita. Gracz, któremu przysługuje następne uderzenie, może więc zagrywać zarówno bile pełne (poza bilą nr 8), jak i połówki.

### Wbijanie bil
Stół pozostaje otwarty do momentu, gdy jeden z graczy wbije swoją pierwszą po rozbiciu bilę. W zależności od wbitej bili, zostają mu przydzielone pełne lub połówki, natomiast drugi gracz otrzymuje bile z przeciwnej grupy, a stół zostaje zamknięty. Jeśli wbite zostanie kilka bil z obu grup, gracz ma prawo wyboru grupy. Zawodnik kontynuuje następnie grę, wbijając bile należące do jego grupy.
Podczas gry nie ma znaczenia, która bila gracza zostanie zagrana jako pierwsza. Wymagane jest deklarowanie zarówno bili, jak i łuzy, do której ma ona wpaść. Uderzenie, które nie spełnia deklaracji kończy podejście gracza do stołu, a dalszą grę podejmuje jego przeciwnik. Bile wbite niezgodnie z deklaracją nie wracają na stół. Zamiast deklarować bilę i łuzę, gracz może ogłosić tzw. uderzenie bezpieczne (ang. safety shot), mające na celu umieszczenie bili białej w miejscu utrudniającym przeciwnikowi wykonanie następnego uderzenia. Po uderzeniu bezpiecznym kolejka zawsze przechodzi na przeciwnika, niezależnie od wbitych bil (wbite bile nie wracają na stół).
Gracz może ominąć przeszkadzającą mu bilę przez wykonanie skoku bilą białą. Skok musi być przeprowadzony przez uderzenie bili białej kijem z góry, a nie przez wsunięcie kija między bilę a powierzchnię stołu (skutkuje to kontaktem bili białej z inną częścią kija, niż kapka i faulem).
Gra kończy się, gdy gracz wbije wszystkie bile należące do jego grupy, a następnie wbije prawidłowo bilę nr 8 do zadeklarowanej wcześniej łuzy.

### Faule
Za faul uznawane są następujące sytuacje:
- gdy zawodnik nie trafi bilą białą w żadną bilę kolorową,
- gdy zawodnik nie wbije bili, a żadna z bil po uderzeniu białej bili w kolorową nie dotknie bandy,
- gdy zawodnik wbije bilę białą,
- gdy zawodnik trafi jako pierwszą bilę przeciwnika lub bilę nr 8 w sytuacji, gdy na stole wciąż znajdują się bile należące do jego grupy,
- gdy zawodnik wbije poza rozbiciem bilę nr 8 przed wbiciem wszystkich pozostałych bil ze swojej grupy (natychmiastowa przegrana),
- gdy zawodnik wbije bilę nr 8 do innej łuzy, niż zadeklarowana (natychmiastowa przegrana),
- gdy którakolwiek z bil zostanie wybita poza stół,
- gdy zawodnik dotknie ręką, kijem lub częścią odzieży jakiejkolwiek bili na stole (z wyjątkiem prawidłowego zagrania bili białej kapką kija i białej bili „w ręce”),
- gdy podczas uderzenia obie stopy gracza nie dotykają podłogi.

Przeciwnik faulującego gracza ma prawo do wykonania zagrania z białą bilą „w ręce”, tj. z dowolnego miejsca stołu.
Bile wybite poza stół, z wyjątkiem bili nr 8 i bili białej, nie wracają do gry. Bila nr 8 umieszczana jest w punkcie głównym stołu.
Faul połączony z wbiciem bili nr 8 skutkuje natychmiastową przegraną.